# Hyginus Gromaticus
Hyginus Gromaticus (1. század – 2. század) római író

## Élete
Domitianus, Nerva és Traianus idejében élt. A földmérésről (de limitibus) című irata maradt fenn. Szintén az ő neve alatt maradt ránk a római táborról (de munitionibus castrorum) szóló munka, amely azonban minden bizonnyal későbbi, a 3. századból származik.